# Соломонов, Владимир Каримуллович
Владимир Каримуллович Соломонов (род. 12 декабря 1954, Молотов) — российский политик, член Совета Федерации (2001—2007).

## Биография
В 1974 г. окончил Пермский нефтяной техникум. В 1982 г. окончил юридический факультет Пермского государственного университета, в 1989 г. — экономический факультет того же университета.
Трудовую деятельность начал в 1976 г. после демобилизации, работал инженером в вычислительном центре объединения «Пермьнефть». С 1977 г. занимал должности слесаря, инженера, начальника отдела кадров треста «Пермогаз».
С 1982 г. — на партийной работе, работал инструктором, председателем партийной комиссии районного Совета народных депутатов в Перми, заместителем председателя исполкома районного Совета народных депутатов. В 1995 г. назначен заместителем главы администрации, первым заместителем главы администрации Индустриального района Перми.
В 1997 г. возглавил Прикамское территориальное управление Государственного антимонопольного комитета РФ. С 1999 г. и до назначения главным федеральным инспектором — руководитель Прикамского территориального управления Министерства РФ по антимонопольной политике и поддержке предпринимательства.

### Политическая карьера
Член Совета Федерации Федерального Собрания Российской Федерации от Коми-Пермяцкого автономного округа с декабря 2001 по март 2007. Представлял в СФ законодательный орган государственной власти Коми-Пермяцкого автономного округа.